# میکلا نونان
میکلا نونان (ایتالیایی: Michela Noonan؛ زادهٔ ۳۰ ژانویهٔ ۱۹۷۵) بازیگر اهل ایتالیایی-استرالیایی است که در لندن انگلستان زاده شد. وی از سال ۱۹۹۰ میلادی تاکنون مشغول فعالیت بوده است.
از فیلم‌ها یا مجموعه‌های تلویزیونی که وی در آن‌ها نقش داشته است، می‌توان به همه قدیسین، دختر اقیانوس و خانه و دوری اشاره نمود.